# Лауреати Державної премії України в галузі науки і техніки (1988)
Державна премія України в галузі науки і техніки — лауреати 1988 року.
На підставі подання Комітету з Державних премій України в галузі науки і техніки Центральний Комітет Компартії України і Рада Міністрів Української РСР видали Постанову № 378 від 13 грудня 1988 р. «Про присудження Державних премій України в галузі науки і техніки 1988 року»

## Лауреати Державної премії України в галузі науки і техніки 1988 року
| Премійована робота | Лауреати                              | Коротко про лауреата |
| --- | ------------------------------------- | --- |
| За монографію в шести томах «Пространственные задачи теории упругости и пластичности», опубліковану в 1984—1986 роках | Гузь Олександр Миколайович            | академік Академії наук УРСР, директор Інституту механіки Академії наук УРСР, керівник роботи                                                                           |
| За монографію в шести томах «Пространственные задачи теории упругости и пластичности», опубліковану в 1984—1986 роках | Бабич Іван Юрійович                   | доктор фізико-математичних наук, завідувач відділу Інституту механіки Академії наук УРСР, керівник роботи                                                              |
| За монографію в шести томах «Пространственные задачи теории упругости и пластичности», опубліковану в 1984—1986 роках | Подільчук Юрій Миколайович            | доктор фізико-математичних наук, завідувач відділу Інституту механіки Академії наук УРСР, керівник роботи                                                              |
| За монографію в шести томах «Пространственные задачи теории упругости и пластичности», опубліковану в 1984—1986 роках | Шульга Микола Олександрович           | доктор фізико-математичних наук, завідувач відділу Інституту механіки Академії наук УРСР, керівник роботи                                                              |
| За монографію в шести томах «Пространственные задачи теории упругости и пластичности», опубліковану в 1984—1986 роках | Неміш Юрій Миколайович                | доктор фізико-математичних наук, завідувач лабораторії Інституту механіки Академії наук УРСР, керівник роботи                                                          |
| За монографію в шести томах «Пространственные задачи теории упругости и пластичности», опубліковану в 1984—1986 роках | Грінченко Віктор Тимофійович          | член-кореспондент Академії наук УРСР, директор Інституту гідромеханіки Академії наук УРСР                                                                              |
| За монографію в шести томах «Пространственные задачи теории упругости и пластичности», опубліковану в 1984—1986 роках | Улітко Андрій Феофанович              | член-кореспондент Академії наук УРСР, завідувач кафедри Київського державного університету імені Т. Г. Шевченка                                                        |
| За монографію в шести томах «Пространственные задачи теории упругости и пластичности», опубліковану в 1984—1986 роках | Головчан Володимир Терентійович       | доктор фізико-математичних наук, завідувач відділу Інституту надтвердих матеріалів Академії наук УРСР                                                                  |
| За створення та впровадження сімейства інтелектуальних мікропроцесорних автоматизованих робочих місць і комплексів з гнучкою архітектурою | Палагін Олександр Васильович          | доктор технічних наук, заступник директора Інституту кібернетики імені В. М. Глушкова Академії наук УРСР                                                               |
| За створення та впровадження сімейства інтелектуальних мікропроцесорних автоматизованих робочих місць і комплексів з гнучкою архітектурою | Вінцюк Тарас Климович                 | доктор технічних наук Інституту кібернетики імені В. М. Глушкова Академії наук УРСР                                                                                    |
| За створення та впровадження сімейства інтелектуальних мікропроцесорних автоматизованих робочих місць і комплексів з гнучкою архітектурою | Шлезінгер Михайло Іванович            | кандидат фізико-математичних наук, завідувач відділу Інституту кібернетики імені В. М. Глушкова Академії наук УРСР                                                     |
| За створення та впровадження сімейства інтелектуальних мікропроцесорних автоматизованих робочих місць і комплексів з гнучкою архітектурою | Кривоніс Юрій Георгійович             | кандидат фізико-математичних наук, учений секретар Інституту кібернетики імені В. М. Глушкова Академії наук УРСР                                                       |
| За створення та впровадження сімейства інтелектуальних мікропроцесорних автоматизованих робочих місць і комплексів з гнучкою архітектурою | Овчарук Мирослав Єфремович            | начальник проблемно-галузевого відділення Інституту кібернетики імені В. М. Глушкова Академії наук УРСР                                                                |
| За створення та впровадження сімейства інтелектуальних мікропроцесорних автоматизованих робочих місць і комплексів з гнучкою архітектурою | Бескровний Валерій Григорович         | начальник відділу проблемно-галузевого відділення Інституту кібернетики імені В. М. Глушкова Академії наук УРСР                                                        |
| За створення та впровадження сімейства інтелектуальних мікропроцесорних автоматизованих робочих місць і комплексів з гнучкою архітектурою | Анісімов Анатолій Васильович          | доктор фізико-математичних наук, завідувач кафедри Київського державного університету імені Т. Г. Шевченка                                                             |
| За створення та впровадження сімейства інтелектуальних мікропроцесорних автоматизованих робочих місць і комплексів з гнучкою архітектурою | Лушніков Юрій Костянтинович           | кандидат технічних наук, заступник директора науково-дослідного інституту                                                                                              |
| За створення та впровадження сімейства інтелектуальних мікропроцесорних автоматизованих робочих місць і комплексів з гнучкою архітектурою | Анісімов Леонід Тихонович             | кандидат технічних наук, начальник відділення науково-дослідного інституту                                                                                             |
| За цикл робіт «Позитронні дослідження структури твердих тіл» | Смірнов Адріану Анатолійович          | академік Академії наук УРСР, радник дирекції Інституту металофізики Академії наук УРСР                                                                                 |
| За цикл робіт «Позитронні дослідження структури твердих тіл» | Михаленко Віктор Серафимович          | доктор фізико-математичних наук, провідний науковий співробітник Інституту металофізики Академії наук УРСР                                                             |
| За цикл робіт «Позитронні дослідження структури твердих тіл» | Сілантьєв Владилен Іванович           | кандидат фізико-математичних наук, завідувач лабораторії Інституту металофізики Академії наук УРСР                                                                     |
| За цикл робіт «Позитронні дослідження структури твердих тіл» | Мадатова Елла Георгіївна              | кандидат фізико-математичних наук, старший науковий співробітник Інституту металофізики Академії наук УРСР                                                             |
| За цикл робіт «Позитронні дослідження структури твердих тіл» | Сахарова Софія Григорівна             | кандидат фізико-математичних наук, старший науковий співробітник Інституту металофізики Академії наук УРСР                                                             |
| За цикл робіт «Позитронні дослідження структури твердих тіл» | Федченко Рема Георгіївна              | кандидат фізико-математичних наук, старший науковий співробітник Інституту металофізики Академії наук УРСР                                                             |
| За цикл робіт «Позитронні дослідження структури твердих тіл» | Любченко Олексій Вікторович           | доктор фізико-математичних наук, провідний науковий співробітник Інституту напівпровідників Академії наук УРСР                                                         |
| За цикл робіт «Позитронні дослідження структури твердих тіл» | Дякін Віктор Васильович               | кандидат фізико-математичних наук, завідувач лабораторії Інституту хімії поверхні Академії наук УРСР                                                                   |
| За цикл робіт «Позитронні дослідження структури твердих тіл» | Кривоглаз Михайло Олександрович       | член-кореспондент Академії наук УРСР /посмертно/ |
| За цикл робіт «Позитронні дослідження структури твердих тіл» | Дехтяр Ілля Якович                    | доктор технічних наук /посмертно/ |
| За цикл монографій з хімії та електрохімії іонних розплавів, опублікованих у 1978—1986 роках | Далімарський Юрій Костянтинович       | академік Академії наук УРСР, радник дирекції Інституту загальної та неорганічної хімії Академії наук УРСР                                                              |
| За «Російсько-українсько-латинський зоологічний словник. Термінологія і номенклатура», опублікований у 1983 році | Маркевич Олександр Прокопович         | академік Академії наук УРСР, завідувач відділу Інституту гідробіології Академії наук УРСР                                                                              |
| За «Російсько-українсько-латинський зоологічний словник. Термінологія і номенклатура», опублікований у 1983 році | Татарко Костянтин Іларіонович         | кандидат біологічних наук /посмертно/ |
| За цикл робіт «Розробка та широке впровадження у практику реконструктивних операцій на клапанах серця» | Амосов Микола Михайлович              | академік Академії наук УРСР, директор Київського науково-дослідного інституту серцево-судинної хірургії, керівник роботи                                               |
| За цикл робіт «Розробка та широке впровадження у практику реконструктивних операцій на клапанах серця» | Книшов Геннадій Васильович            | доктор медичних наук, заступник директора Київського науково-дослідного інституту серцево-судинної хірургії                                                            |
| За цикл робіт «Розробка та широке впровадження у практику реконструктивних операцій на клапанах серця» | Бендет Яків Абрамович                 | доктор медичних наук Київського науково-дослідного інституту серцево-судинної хірургії                                                                                 |
| За цикл робіт «Розробка та широке впровадження у практику реконструктивних операцій на клапанах серця» | Валько Олександр Степанович           | доктор медичних наук Київського науково-дослідного інституту серцево-судинної хірургії                                                                                 |
| За цикл робіт «Розробка та широке впровадження у практику реконструктивних операцій на клапанах серця» | Зіньковський Михайло Францевич        | доктор медичних наук Київського науково-дослідного інституту серцево-судинної хірургії                                                                                 |
| За цикл робіт «Розробка та широке впровадження у практику реконструктивних операцій на клапанах серця» | Панічкін Юрій Володимирович           | доктор медичних наук Київського науково-дослідного інституту серцево-судинної хірургії                                                                                 |
| За цикл робіт «Розробка та широке впровадження у практику реконструктивних операцій на клапанах серця» | Ситар Леонід Лукич                    | доктор медичних наук Київського науково-дослідного інституту серцево-судинної хірургії                                                                                 |
| За цикл робіт «Розробка та широке впровадження у практику реконструктивних операцій на клапанах серця» | Циганій Олексій Олександрович         | доктор медичних наук Київського науково-дослідного інституту серцево-судинної хірургії                                                                                 |
| За цикл робіт «Розробка та широке впровадження у практику реконструктивних операцій на клапанах серця» | Ваднєв Олександр Олексійович          | кандидат медичних наук, завідувач відділенняи Київського науково-дослідного інституту серцево-судинної хірургії                                                        |
| За цикл робіт «Розробка та широке впровадження у практику реконструктивних операцій на клапанах серця» | Урсуленко Василь Іванович             | кандидат медичних наук, завідувач відділенняи Київського науково-дослідного інституту серцево-судинної хірургії                                                        |
| За цикл робіт «Наукова розробка та впровадження у широку практику охорони здоров'я методів діагностики, хірургічного лікування і профілактики захворювань ендокринних залоз»                                                                        | Танасієнко Іван Денисович             | доктор медичних наук, завідувач кафедри Київського медичного інституту імені академіка О. О. Богомольця                                                                |
| За цикл робіт «Наукова розробка та впровадження у широку практику охорони здоров'я методів діагностики, хірургічного лікування і профілактики захворювань ендокринних залоз»                                                                        | Чепкій Леонард Петрович               | доктор медичних наук, завідувач кафедри Київського медичного інституту імені академіка О. О. Богомольця                                                                |
| За цикл робіт «Наукова розробка та впровадження у широку практику охорони здоров'я методів діагностики, хірургічного лікування і профілактики захворювань ендокринних залоз»                                                                        | Черенько Макар Петрович               | доктор медичних наук, завідувач кафедри Київського медичного інституту імені академіка О. О. Богомольця                                                                |
| За цикл робіт «Наукова розробка та впровадження у широку практику охорони здоров'я методів діагностики, хірургічного лікування і профілактики захворювань ендокринних залоз»                                                                        | Степаненко Аркадій Павлович           | кандидат медичних наук, доцент Київського медичного інституту імені академіка О. О. Богомольця                                                                         |
| За цикл робіт «Наукова розробка та впровадження у широку практику охорони здоров'я методів діагностики, хірургічного лікування і профілактики захворювань ендокринних залоз»                                                                        | Романюк Микола Йосипович              | кандидат медичних наук, асистент Київського медичного інституту імені академіка О. О. Богомольця                                                                       |
| За цикл робіт «Наукова розробка та впровадження у широку практику охорони здоров'я методів діагностики, хірургічного лікування і профілактики захворювань ендокринних залоз»                                                                        | Комісаренко Ігор Васильович           | доктор медичних наук, завідувач відділу Київського науково-дослідного інституту ендокринології та обмін речовин                                                        |
| За цикл робіт «Наукова розробка та впровадження у широку практику охорони здоров'я методів діагностики, хірургічного лікування і профілактики захворювань ендокринних залоз»                                                                        | Рибаков Станіслав Йосипович           | кандидат медичних наук, старший науковий співробітник Київського науково-дослідного інституту ендокринології та обмін речовин                                          |
| За цикл робіт «Наукова розробка та впровадження у широку практику охорони здоров'я методів діагностики, хірургічного лікування і профілактики захворювань ендокринних залоз»                                                                        | Горчаков Олександр Кирилович          | доктор медичних наук /посмертно/ |
| За цикл робіт «Наукова розробка та впровадження у широку практику охорони здоров'я методів діагностики, хірургічного лікування і профілактики захворювань ендокринних залоз»                                                                        | Ромашкан Наталія Володимирівна        | доктор медичних наук /посмертно/ |
| За цикл робіт «Комплексна розробка та впровадження у широку медичну практику методів інтраокулярної корекції» | Сергієнко Микола Маркович             | доктор медичних наук, завідувач кафедри Київського державного інституту вдосконалення лікарів, керівник роботи                                                         |
| За цикл робіт «Комплексна розробка та впровадження у широку медичну практику методів інтраокулярної корекції» | Логай Іван Михайлович                 | доктор медичних наук, директор Одеського науково-дослідного інституту, очних хвороб і тканинної терапії імені академіка В. П. Філатова                                 |
| За цикл робіт «Комплексна розробка та впровадження у широку медичну практику методів інтраокулярної корекції» | Веселовська Зоя Федорівна             | кандидат медичних, наук, завідуючій відділенням Одеського науково-дослідного інституту, очних хвороб і тканинної терапії імені академіка В. П. Філатова                |
| За цикл робіт «Комплексна розробка та впровадження у широку медичну практику методів інтраокулярної корекції» | Ставнічук Олена Зенонівна             | молодший науковий співробітник Одеського науково-дослідного інституту, очних хвороб і тканинної терапії імені академіка В. П. Філатова                                 |
| За цикл робіт «Комплексна розробка та впровадження у широку медичну практику методів інтраокулярної корекції» | Пишель Аліна Ярополківна              | молодший науковий співробітник Одеського науково-дослідного інституту, очних хвороб і тканинної терапії імені академіка В. П. Філатова                                 |
| За розробку та впровадження на Броварському заводі порошкової металургії ресурсозберігаючої технології виробництва розпиленого залізного порошку і механізованого комплексу для її реалізації                                                       | Клименко Віктор Миколайович           | кандидат технічних наук, заступник директора Інституту проблем матеріалознавства імені І. М. Францевича Академії наук УРСР                                             |
| За розробку та впровадження на Броварському заводі порошкової металургії ресурсозберігаючої технології виробництва розпиленого залізного порошку і механізованого комплексу для її реалізації                                                       | Жорняк Олександр Федорович            | кандидат технічних наук, завідувач лабораторії Інституту проблем матеріалознавства імені І. М. Францевича Академії наук УРСР                                           |
| За розробку та впровадження на Броварському заводі порошкової металургії ресурсозберігаючої технології виробництва розпиленого залізного порошку і механізованого комплексу для її реалізації                                                       | Єрошенко Олександр Іванович           | заступник головного інженера Броварського заводу порошкової металургії імені 60-річчя Радянської України                                                               |
| За розробку та впровадження на Броварському заводі порошкової металургії ресурсозберігаючої технології виробництва розпиленого залізного порошку і механізованого комплексу для її реалізації                                                       | Кривенко Олександр Миколайович        | кандидат технічних наук, інженер-конструктор Броварського заводу порошкової металургії імені 60-річчя Радянської України                                               |
| За розробку та впровадження на Броварському заводі порошкової металургії ресурсозберігаючої технології виробництва розпиленого залізного порошку і механізованого комплексу для її реалізації                                                       | Пирог Вадим Дмитрович                 | начальник відділу Броварського заводу порошкової металургії імені 60-річчя Радянської України                                                                          |
| За розробку та впровадження на Броварському заводі порошкової металургії ресурсозберігаючої технології виробництва розпиленого залізного порошку і механізованого комплексу для її реалізації                                                       | Колесніченко Юрій Васильович          | начальник відділу Броварського заводу порошкової металургії імені 60-річчя Радянської України                                                                          |
| За розробку та впровадження на Броварському заводі порошкової металургії ресурсозберігаючої технології виробництва розпиленого залізного порошку і механізованого комплексу для її реалізації                                                       | Вискребенцев Сергій Леонідович        | старший майстер Броварського заводу порошкової металургії імені 60-річчя Радянської України                                                                            |
| За розробку та впровадження на Броварському заводі порошкової металургії ресурсозберігаючої технології виробництва розпиленого залізного порошку і механізованого комплексу для її реалізації                                                       | Рубальський Михайло Леонідович        | керівник, працівник Броварського заводу порошкової металургії імені 60-річчя Радянської України                                                                        |
| За розробку та впровадження на Броварському заводі порошкової металургії ресурсозберігаючої технології виробництва розпиленого залізного порошку і механізованого комплексу для її реалізації                                                       | Мильников Володимир Іванович          | старший представник, працівник органу Державного приймання продукції Броварського заводу порошкової металургії імені 60-річчя Радянської України                       |
| За розробку та впровадження на Броварському заводі порошкової металургії ресурсозберігаючої технології виробництва розпиленого залізного порошку і механізованого комплексу для її реалізації                                                       | Школьнік Леонід Семенович             | головний інженер проекту Українського державного інституту по проектуванню металургійних заводів                                                                       |
| За розробку та освоєння ресурсозберігаючої технології виплавки марганцевих феросплавів на основі комплексного використання відвальних шлаків і металопродуктів, які попутно утворюються                                                             | Величко Борис Федорович               | директор Нікопольського заводу феросплавів |
| За розробку та освоєння ресурсозберігаючої технології виплавки марганцевих феросплавів на основі комплексного використання відвальних шлаків і металопродуктів, які попутно утворюються                                                             | Ткач Григорій Дмитрович               | кандидат технічних наук, начальник центральної заводської лабораторії Нікопольського заводу феросплавів                                                                |
| За розробку та освоєння ресурсозберігаючої технології виплавки марганцевих феросплавів на основі комплексного використання відвальних шлаків і металопродуктів, які попутно утворюються                                                             | Статіва Володимир Максимович          | заступник начальника цеху Нікопольського заводу феросплавів |
| За розробку та освоєння ресурсозберігаючої технології виплавки марганцевих феросплавів на основі комплексного використання відвальних шлаків і металопродуктів, які попутно утворюються                                                             | Вишкін Валерій Олексійович            | бригадир робітників дільниці Нікопольського заводу феросплавів |
| За розробку та освоєння ресурсозберігаючої технології виплавки марганцевих феросплавів на основі комплексного використання відвальних шлаків і металопродуктів, які попутно утворюються                                                             | Ішутін Віктор Йосипович               | головний спеціаліст Всесоюзного промислового об'єднання по виробництву феросплавів                                                                                     |
| За розробку та освоєння ресурсозберігаючої технології виплавки марганцевих феросплавів на основі комплексного використання відвальних шлаків і металопродуктів, які попутно утворюються                                                             | Грищенко Сергій Георгійович           | кандидат технічних наук, завідувач лабораторії Українського науково-дослідного інституту спеціальних сталей, сплавів і феросплавів                                     |
| За розробку та освоєння ресурсозберігаючої технології виплавки марганцевих феросплавів на основі комплексного використання відвальних шлаків і металопродуктів, які попутно утворюються                                                             | Ященко Олександр Григорович           | кандидат технічних наук, провідний науковий співробітник Українського науково-дослідного інституту спеціальних сталей, сплавів і феросплавів                           |
| За розробку та освоєння ресурсозберігаючої технології виплавки марганцевих феросплавів на основі комплексного використання відвальних шлаків і металопродуктів, які попутно утворюються                                                             | Грабекліс Альфред Альфредович         | кандидат технічних наук, завідувач лабораторії Уральського науково-дослідного інституту чорних металів                                                                 |
| За розробку та освоєння ресурсозберігаючої технології виплавки марганцевих феросплавів на основі комплексного використання відвальних шлаків і металопродуктів, які попутно утворюються                                                             | Овчарук Анатолій Миколайович          | кандидат технічних наук, провідний науковий співробітник Дніпропетровського металургійного інституту                                                                   |
| За розробку та освоєння ресурсозберігаючої технології виплавки марганцевих феросплавів на основі комплексного використання відвальних шлаків і металопродуктів, які попутно утворюються                                                             | Рогачов Іван Павлович                 | кандидат технічних наук, старший науковий співробітник Дніпропетровського металургійного інституту                                                                     |
| За розробку та впровадження нового покоління комплексу технічних засобів попередньої обробки вугільних пластів для боротьби з пилом у шахтах | Москальов Олександр Миколайович       | доктор технічних наук, завідувач відділу Інституту геотехнічної механіки Академії наук УРСР, керівник роботи                                                           |
| За розробку та впровадження нового покоління комплексу технічних засобів попередньої обробки вугільних пластів для боротьби з пилом у шахтах | Васильєв Леонід Михайлович            | доктор технічних наук, завідувач лабораторії Інституту геотехнічної механіки Академії наук УРСР                                                                        |
| За розробку та впровадження нового покоління комплексу технічних засобів попередньої обробки вугільних пластів для боротьби з пилом у шахтах | Ніколаєв Анатолій Трохимович          | кандидат технічних наук, завідувач відділу Спеціального конструкторсько-технологічного бюро Інституту геотехнічної механіки Академії наук УРСР                         |
| За розробку та впровадження нового покоління комплексу технічних засобів попередньої обробки вугільних пластів для боротьби з пилом у шахтах | Карагодін Леонід Миколайович          | кандидат технічних наук, заступник начальника управління Міністерства вугільної промисловості СРСР                                                                     |
| За розробку та впровадження нового покоління комплексу технічних засобів попередньої обробки вугільних пластів для боротьби з пилом у шахтах | Іщук Ігор Григорович                  | кандидат технічних наук, завідувач лабораторії Інституту гірничої справи імені О. О. Скочинського                                                                      |
| За розробку та впровадження нового покоління комплексу технічних засобів попередньої обробки вугільних пластів для боротьби з пилом у шахтах | Медведєв Едуард Миколайович           | кандидат технічних наук, завідувач лабораторії Державного Макіївського науково-дослідного інституту по безпеці робіт у гірничій промисловості                          |
| За розробку та впровадження нового покоління комплексу технічних засобів попередньої обробки вугільних пластів для боротьби з пилом у шахтах | Трубіцин Олександр Васильович         | кандидат технічних наук, завідувач відділу Східного науково-дослідного інституту до безпеці робіт у гірничій промисловості                                             |
| За розробку та впровадження нового покоління комплексу технічних засобів попередньої обробки вугільних пластів для боротьби з пилом у шахтах | Биченко Анатолій Дмитрович            | директор Теплогірського заводу гідроустаткування |
| За розробку та впровадження нового покоління комплексу технічних засобів попередньої обробки вугільних пластів для боротьби з пилом у шахтах | Бандурін Володимир Іванович           | головний конструктор Теплогірського заводу гідроустаткування |
| За розробку та впровадження нового покоління комплексу технічних засобів попередньої обробки вугільних пластів для боротьби з пилом у шахтах | Івонін Євген Олександрович            | заступник технічного директора Стахановського виробничого об'єднання по видобутку вугілля                                                                              |
| За розробку та дослідження підвісних малогабаритних ізоляторів із загартованого дволужного скла для ліній електропередачі високої і надвисокої напруги та впровадження їх у промислове виробництво                                                  | Ніколаєв Микола Андрійович            | доктор технічних наук, завідувач кафедри Львівського політехнічного інституту імені Ленінського комсомолу, керівник роботи                                             |
| За розробку та дослідження підвісних малогабаритних ізоляторів із загартованого дволужного скла для ліній електропередачі високої і надвисокої напруги та впровадження їх у промислове виробництво                                                  | Дяківський Степан Іванович            | кандидат технічних наук, доцент Львівського політехнічного інституту імені Ленінського комсомолу                                                                       |
| За розробку та дослідження підвісних малогабаритних ізоляторів із загартованого дволужного скла для ліній електропередачі високої і надвисокої напруги та впровадження їх у промислове виробництво                                                  | Семерак Федір Васильович              | кандидат фізико-математичних наук, старший науковий співробітник Інституту прикладних проблем механіки і математики Академії наук УРСР                                 |
| За розробку та дослідження підвісних малогабаритних ізоляторів із загартованого дволужного скла для ліній електропередачі високої і надвисокої напруги та впровадження їх у промислове виробництво                                                  | Жданюк Михайло Пантелійович           | заступник генерального директора Всесоюзного виробничого об'єднання «Союзелектромережаізоляція»                                                                        |
| За розробку та дослідження підвісних малогабаритних ізоляторів із загартованого дволужного скла для ліній електропередачі високої і надвисокої напруги та впровадження їх у промислове виробництво                                                  | Гусак Микола Якович                   | завідувач відділу Спеціального конструкторсько-технологічного бюро по ізоляторах і арматурі Всесоюзного виробничого об'єднання «Союзелектромережаізоляція»             |
| За розробку та дослідження підвісних малогабаритних ізоляторів із загартованого дволужного скла для ліній електропередачі високої і надвисокої напруги та впровадження їх у промислове виробництво                                                  | Константинов Анатолій Костянтинович   | заступник директора Львівського ізоляторного заводу |
| За розробку та дослідження підвісних малогабаритних ізоляторів із загартованого дволужного скла для ліній електропередачі високої і надвисокої напруги та впровадження їх у промислове виробництво                                                  | Омелян Софія Василівна                | начальник центральної заводської лабораторії Львівського ізоляторного заводу                                                                                           |
| За розробку та дослідження підвісних малогабаритних ізоляторів із загартованого дволужного скла для ліній електропередачі високої і надвисокої напруги та впровадження їх у промислове виробництво                                                  | Бурак Юрій Андрійович                 | наладчик Львівського ізоляторного заводу |
| За розробку та дослідження підвісних малогабаритних ізоляторів із загартованого дволужного скла для ліній електропередачі високої і надвисокої напруги та впровадження їх у промислове виробництво                                                  | Фіклісов Микола Єгорович              | заступник головного інженера Южноуральського арматурно-ізоляторного заводу                                                                                             |
| За розробку та дослідження підвісних малогабаритних ізоляторів із загартованого дволужного скла для ліній електропередачі високої і надвисокої напруги та впровадження їх у промислове виробництво                                                  | Назаров Микола Степанович             | наладчик Южноуральського арматурно-ізоляторного заводу |
| За розробку та впровадження в експлуатаційних підприємствах цивільної авіації автоматизованої системи діагностування двигунів НК-8-2У на літаках Ту-154                                                                                             | Лозицький Леонід Петрович             | доктор технічних наук, завідувач кафедри Київського інституту інженерів цивільної авіації імені 60-річчя СРСР, керівник роботи                                         |
| За розробку та впровадження в експлуатаційних підприємствах цивільної авіації автоматизованої системи діагностування двигунів НК-8-2У на літаках Ту-154                                                                                             | Тарасенко Анатолій Васильович         | кандидат технічних наук, завідувач лабораторії Київського інституту інженерів цивільної авіації імені 60-річчя СРСР                                                    |
| За розробку та впровадження в експлуатаційних підприємствах цивільної авіації автоматизованої системи діагностування двигунів НК-8-2У на літаках Ту-154                                                                                             | Марченко Ігор Іванович                | кандидат технічних наук, старший науковий співробітник Київського інституту інженерів цивільної авіації імені 60-річчя СРСР                                            |
| За розробку та впровадження в експлуатаційних підприємствах цивільної авіації автоматизованої системи діагностування двигунів НК-8-2У на літаках Ту-154                                                                                             | Авдошко Михайло Дмитрович             | кандидат технічних наук, доцент Київського інституту інженерів цивільної авіації імені 60-річчя СРСР                                                                   |
| За розробку та впровадження в експлуатаційних підприємствах цивільної авіації автоматизованої системи діагностування двигунів НК-8-2У на літаках Ту-154                                                                                             | Гвоздецький Іван Іванович             | кандидат технічних наук, доцент Київського інституту інженерів цивільної авіації імені 60-річчя СРСР                                                                   |
| За розробку та впровадження в експлуатаційних підприємствах цивільної авіації автоматизованої системи діагностування двигунів НК-8-2У на літаках Ту-154                                                                                             | Соболь Андрій Володимирович           | молодший науковий співробітник Київського інституту інженерів цивільної авіації імені 60-річчя СРСР                                                                    |
| За розробку та впровадження в експлуатаційних підприємствах цивільної авіації автоматизованої системи діагностування двигунів НК-8-2У на літаках Ту-154                                                                                             | Камишин Володимир Вікторович          | молодший науковий співробітник Київського інституту інженерів цивільної авіації імені 60-річчя СРСР                                                                    |
| За розробку та впровадження в експлуатаційних підприємствах цивільної авіації автоматизованої системи діагностування двигунів НК-8-2У на літаках Ту-154                                                                                             | Авдєєв Олександр Миколайович          | старший інженер Бориспільського об'єднаного авіазагону |
| За розробку та впровадження в експлуатаційних підприємствах цивільної авіації автоматизованої системи діагностування двигунів НК-8-2У на літаках Ту-154                                                                                             | Шпільман Роман Мойсейович             | начальник дільниці Бориспільського об'єднаного авіазагону |
| За комплекс робіт по створенню і застосуванню конструкцій з низькою масою та металомісткістю, технологічних процесів їх виготовлення на основі полімерних армованих структур для газотурбінних двигунів Д-36 і Д-18Т літаків Ан-72, Як-42 та Ан-124 | Слюсарєв Юрій Євгенійович             | провідний конструктор підприємства п/с Г-4561 |
| За комплекс робіт по створенню і застосуванню конструкцій з низькою масою та металомісткістю, технологічних процесів їх виготовлення на основі полімерних армованих структур для газотурбінних двигунів Д-36 і Д-18Т літаків Ан-72, Як-42 та Ан-124 | Вігант Юрій Вікторович                | провідний конструктор підприємства п/с Г-4561 |
| За комплекс робіт по створенню і застосуванню конструкцій з низькою масою та металомісткістю, технологічних процесів їх виготовлення на основі полімерних армованих структур для газотурбінних двигунів Д-36 і Д-18Т літаків Ан-72, Як-42 та Ан-124 | Ніколаєвський Станіслав Володимирович | кандидат технічних наук, заступник головного металурга підприємства п/с Г-4561                                                                                         |
| За комплекс робіт по створенню і застосуванню конструкцій з низькою масою та металомісткістю, технологічних процесів їх виготовлення на основі полімерних армованих структур для газотурбінних двигунів Д-36 і Д-18Т літаків Ан-72, Як-42 та Ан-124 | Пейчев Георгій Іванович               | заступник головного конструктора підприємства п/с Г-4561 |
| За комплекс робіт по створенню і застосуванню конструкцій з низькою масою та металомісткістю, технологічних процесів їх виготовлення на основі полімерних армованих структур для газотурбінних двигунів Д-36 і Д-18Т літаків Ан-72, Як-42 та Ан-124 | Кікєєва Зоя Костянтинівна             | провідний інженер підприємства п/с Г-4561 |
| За комплекс робіт по створенню і застосуванню конструкцій з низькою масою та металомісткістю, технологічних процесів їх виготовлення на основі полімерних армованих структур для газотурбінних двигунів Д-36 і Д-18Т літаків Ан-72, Як-42 та Ан-124 | Петровський Олександр Олексійович     | майстер підприємства п/с Г-4561 |
| За комплекс робіт по створенню і застосуванню конструкцій з низькою масою та металомісткістю, технологічних процесів їх виготовлення на основі полімерних армованих структур для газотурбінних двигунів Д-36 і Д-18Т літаків Ан-72, Як-42 та Ан-124 | Хорошилова Іда Павлівна               | кандидат технічних наук, старший науковий співробітник підприємства п/с Р-6209                                                                                         |
| За комплекс робіт по створенню і застосуванню конструкцій з низькою масою та металомісткістю, технологічних процесів їх виготовлення на основі полімерних армованих структур для газотурбінних двигунів Д-36 і Д-18Т літаків Ан-72, Як-42 та Ан-124 | Горшков Лев Олексійович               | кандидат технічних наук, старший науковий співробітник підприємства п/с В-2504                                                                                         |
| За комплекс робіт по створенню і застосуванню конструкцій з низькою масою та металомісткістю, технологічних процесів їх виготовлення на основі полімерних армованих структур для газотурбінних двигунів Д-36 і Д-18Т літаків Ан-72, Як-42 та Ан-124 | Тельнов Юрій Васильович               | провідний інженер підприємства п/с Ж-1287 |
| За роботу «Фізичне обґрунтування і промислове освоєння діагностики технології напівпровідникових матеріалів А3В5, їх твердих розчинів та розробка функціональних пристроїв на їх основі»                                                            | Пека Генріетта Павлівна               | доктор фізико-математичних наук, професор Київського державного університету імені Т. Г. Шевченка, керівник роботи                                                     |
| За роботу «Фізичне обґрунтування і промислове освоєння діагностики технології напівпровідникових матеріалів А3В5, їх твердих розчинів та розробка функціональних пристроїв на їх основі»                                                            | Мельник Павлу Вікентійович            | кандидат фізико-математичних наук, доцент Київського державного університету імені Т. Г. Шевченка                                                                      |
| За роботу «Фізичне обґрунтування і промислове освоєння діагностики технології напівпровідникових матеріалів А3В5, їх твердих розчинів та розробка функціональних пристроїв на їх основі»                                                            | Коваленко Віктор Федорович            | доктор фізико-математичних наук, начальник лабораторії Заводу чистих металів імені 50-річчя СРСР                                                                       |
| За роботу «Фізичне обґрунтування і промислове освоєння діагностики технології напівпровідникових матеріалів А3В5, їх твердих розчинів та розробка функціональних пристроїв на їх основі»                                                            | Березовський Віктор Володимирович     | заступник начальника цеху Заводу чистих металів імені 50-річчя СРСР |
| За роботу «Фізичне обґрунтування і промислове освоєння діагностики технології напівпровідникових матеріалів А3В5, їх твердих розчинів та розробка функціональних пристроїв на їх основі»                                                            | Ситенко Тамара Миколаївна             | доктор фізико-математичних наук, професор Київського політехнічного інституту імені 50-річчя Великої Жовтневої соціалістичної революції                                |
| За роботу «Фізичне обґрунтування і промислове освоєння діагностики технології напівпровідникових матеріалів А3В5, їх твердих розчинів та розробка функціональних пристроїв на їх основі»                                                            | Смертенко Петро Семенович             | кандидат фізико-математичних наук, старший науковий співробітник Інституту напівпровідників Академії наук УРСР                                                         |
| За роботу «Фізичне обґрунтування і промислове освоєння діагностики технології напівпровідникових матеріалів А3В5, їх твердих розчинів та розробка функціональних пристроїв на їх основі»                                                            | Тягульський Ігор Петрович             | кандидат фізико-математичних наук, науковий співробітник Інституту напівпровідників Академії наук УРСР                                                                 |
| За роботу «Фізичне обґрунтування і промислове освоєння діагностики технології напівпровідникових матеріалів А3В5, їх твердих розчинів та розробка функціональних пристроїв на їх основі»                                                            | Смоляр Анатолій Миколайович           | кандидат фізико-математичних наук, провідний інженер підприємства п/с Р-6891                                                                                           |
| За роботу «Фізичне обґрунтування і промислове освоєння діагностики технології напівпровідникових матеріалів А3В5, їх твердих розчинів та розробка функціональних пристроїв на їх основі»                                                            | Деревенко Анатолій Павлович           | начальник лабораторій підприємства п/с Р-6028 |
| За роботу «Фізичне обґрунтування і промислове освоєння діагностики технології напівпровідникових матеріалів А3В5, їх твердих розчинів та розробка функціональних пристроїв на їх основі»                                                            | Іващук Анатолій Васильович            | начальник лабораторій підприємства п/с Р-6028 |
| За підручник «Вяжущие материалы», опублікований у 1985 році /друге видання/ | Пащенко Олександр Олександрович       | член-кореспондент Академії наук УРСР, завідувач кафедри Київського політехнічного інституту імені 50-річчя Великої Жовтневої соціалістичної революції, керівник роботи |
| За підручник «Вяжущие материалы», опублікований у 1985 році /друге видання/ | Сербін Володимир Петрович             | доктор технічних наук, професор Київського політехнічного інституту імені 50-річчя Великої Жовтневої соціалістичної революції                                          |
| За підручник «Вяжущие материалы», опублікований у 1985 році /друге видання/ | Старчевська Олена Олександрівна       | кандидат технічних наук, доцент Київського політехнічного інституту імені 50-річчя Великої Жовтневої соціалістичної революції                                          |
| За підручник «Лесная фитопатология», опублікований у 1986 році | Шевченко Сергій Васильович            | доктор сільськогосподарських наук, професор Львівського лісотехнічного інституту                                                                                       |
| За підручник «Лесная фитопатология», опублікований у 1986 році | Цилюрик Анатолій Васильович           | кандидат біологічних наук, завідувач кафедри Української сільськогосподарської академії                                                                                |